# Comment on met son couvert
Comment on met son couvert è un cortometraggio del 1902 diretto da Ferdinand Zecca.